# هيروماسا تاناكا
هيروماسا تاناكا (باليابانية: 田中 宏昌) (18 أبريل 1995 في أوكاياما في اليابان – )؛ هو لاعب كرة قدم سابق كان يلعب كمدافع.

## وصلات خارجية
- هيروماسا تاناكا على موقع رابطة كرة القدم اليابانية للمحترفين (اليابانية)
- هيروماسا تاناكا على موقع Soccerway.com (الإنجليزية)